# Banksia laevigata
Banksia laevigata är en tvåhjärtbladig växtart. Banksia laevigata ingår i släktet Banksia och familjen Proteaceae.

## Underarter
Arten delas in i följande underarter:
- B. l. fuscolutea
- B. l. laevigata